# Ziad Rahbani
Ziad Rahbani (Sidone, 1° gennaio 1956 – Beirut, 26 luglio 2025) è stato un compositore e pianista libanese.

## Biografia
Ziad Rahbani era il figlio del compositore libanese Assi Rahbani e di Nouhad Haddad, la cantante libanese conosciuta con il nome di Fairuz.
Rahbani è stato sposato con Dalal Karam, dalla quale ha avuto un figlio, che però in seguito si è scoperto non essere suo figlio biologico. La loro relazione è poi terminata con un divorzio, che ha spinto Karam a scrivere una serie di articoli sulla loro vita matrimoniale per la rivista di gossip Ashabaka. 
Rahbani ha composto diverse canzoni ispirate alla loro relazione, tra cui Marba el Dalal e Bisaraha.
Rahbani ebbe un rapporto di lunga data con i movimenti di sinistra libanesi ed era un comunista dichiarato, affiliato per tutta la vita al Partito Comunista Libanese. Inoltre, in un'intervista con il giornalista Ghassan Bin-Jiddu, Rahbani dichiarò che i massacri sanguinosi nel campo palestinese di Tall a-Za’tar, perpetrati nel 1976 da milizie cristiane di estrema destra, furono la principale ragione che lo spinse a trasferirsi a Beirut Ovest. Nonostante ciò, espresse anche il suo sostegno alla resistenza libanese e al suo progetto contro l’occupazione israeliana e il suo regime di apartheid sionista.
Provenendo da una famiglia cristiana, la sua posizione politica e le sue opinioni erano considerate molto radicali rispetto all'ambiente di destra in cui era cresciuto da adolescente. Rahbani era comunemente ritenuto ateo, cosa molto rara in Libano.
Ziad Rahbani è morto il 26 luglio 2025, all’età di 69 anni, dopo una battaglia contro la malattia.